# Olcay Çakır
Olcay Çakır (Konak, İzmir, 13 de juliol de 1993) és una jugadora de bàsquet turca. El 2017 era una de les dues úniques jugadores turques de bàsquet que han estat escollides (drafted) per a jugar a la WNBA dels Estats Units, juntament amb Nevriye Yılmaz. Jugadora del Fenerbahçe durant molts anys, Çakır juga per a l'equip Yakın Doğu Üniversitesi des de l'agost 2016. També forma part de la selecció nacional turca.